# Tahuata (isla)
Tahuata (originalmente en español: Santa Cristina) es una isla del archipiélago de las Marquesas en la Polinesia Francesa. Está situada en el grupo sur del archipiélago, a 3 km al sur de la isla de Hiva Oa. La población total era de 677 habitantes en el censo del 2002 (653 hab. en 2017). La villa principal es Vaitahu, capital de la comuna que incluye también la isla deshabitada de Moho Tani. La actividad principal es la agricultura y la artesanía.

## Historia
Tahuata no parece haber sido habitada antes del siglo II. No se ha encontrado ninguna evidencia arqueológica anterior a esa época. Cuando los polinesios llegaron a la isla, trajeron consigo plantas y animales desconocidos en el archipiélago. Se han identificado 41 especies de plantas y animales, incluidos cerdos, perros y ratas.
Los marquesanos de la isla eran tradicionalmente aliados de los de la provincia de Nuku, en la parte occidental de Hiva Oa. La isla se consideraba parte integrante de la provincia.
Tahuata fue la primera isla del archipiélago que visitó un occidental. El 27 de julio de 1595, el navegante español Álvaro de Mendaña de Neira desembarcó en el pueblo de Vaitahu. Este primer contacto fue ambiguo: en el diario de Pedro Fernández de Quirós, piloto jefe de la expedición, se señala que la acogida de los habitantes fue calurosa, con mujeres jóvenes que se ofrecían espontáneamente a los visitantes, e intercambios de objetos, técnicas y vocabulario por ambas partes. Por otro lado, el encuentro provocó muchas muertes entre los polinesios. Quirós sitúa la cifra en doscientos muertos. Estas matanzas parecen haber sido provocadas por el miedo de los españoles a ser arrollados por los marquesanos, que eran claramente superados en número y tenían un aspecto impresionante (físico musculoso, tatuajes). Tras este primer contacto sangriento, los habitantes de Tahuata desconfiaron de los exploradores y comerciantes occidentales que llegaron a su isla durante mucho tiempo.
Mendaña bautizó el archipiélago que acababa de descubrir con el nombre de "Las Marquesas de Mendoza", en honor al hombre que le había permitido montar su expedición, el Virrey del Perú Don García Hurtado, Marqués de Mendoza (Virrey de 1588 a 1595). Este nombre, acortado a Marquesas (marquis en francés, pero traducido a Marquises) ha seguido siendo el nombre del archipiélago hasta hoy. En cuanto a Tahuata, la bautizó como Santa Cristina, ya que la isla fue vista por primera vez el 24 de julio, día de Santa Cristina. Una estela de Vaitahu recuerda este episodio, precisando que el nombre original marquesano del archipiélago es "Fenua Enata", que suele traducirse como "Tierra de Hombres".
Durante casi dos siglos, todo el archipiélago no fue visitado por ningún occidental. El primero en regresar fue el explorador británico James Cook en 1774. Le siguieron misioneros protestantes en 1797 y luego católicos en 1838, que intentaron evangelizar a los habitantes. Pero se encontraron con la desconfianza, incluso la hostilidad, de los marquesanos, y fracasaron en su tarea. Los misioneros católicos eran franceses, de la congregación de Picpus. Fueron llevados a Tahuata por el Almirante Dupetit-Thouars.
Según Cook (1797), cuatro tribus compartían la isla. Los Hema ocupaban las bahías de Vaitahu e Iva Iva, los Ahutini vivían en Hapatoni, Hanateio y Hanatetena, los Uavi estaban en los fondos de los valles o en las alturas, y los Tupohe en el valle de Motopu. Pero estos fueron exterminados por una alianza de los Hema y los Ahutini.
En 1842 regresó a las Marquesas, encargado por el gobierno del rey Luis Felipe de encontrar una base en el Pacífico para los comerciantes y balleneros franceses. En aquella época, la isla de Tahuata estaba unida bajo la bandera de un único jefe, Iotete. Iotete pidió a Dupetit-Thouars que le dejara unos cuantos hombres, caballos y cañones, ya que estaba preocupado por los designios estadounidenses en su isla. 
Dupetit-Thouars aprovechó la situación para hacerle firmar una declaración el 1 de mayo de 1842 en la que Iotete reconocía la soberanía de Francia sobre todo el grupo sudoriental de las Marquesas. Tahuata se convirtió así en francés. Unos meses después, Iotete se dio cuenta de que había sido desposeído de su autoridad. En septiembre, fue a las montañas del interior de la isla. El 18 de septiembre de 1842 estalló una guerra de guerrillas; ese día murieron 24 marineros franceses y sus dos oficiales (el capitán de corbeta Michel Edouard Halley y el teniente Philippe Alexandre Laffon de Ladebat). Ante la artillería pesada de dos buques de guerra (Le Bucéphale y La Boussole) y los refuerzos marquesanos procedentes de la isla vecina de Taiohae, los marquesanos se retiraron a las montañas y se firmó la paz el 23 de septiembre.
Poco a poco, el interés de los franceses por las Marquesas y Tahuata fue disminuyendo, siendo sustituido por el de Tahití y las Islas de la Sociedad. La guarnición de Vaitahu fue perdiendo efectivos a lo largo de los años y fue abandonada en 1847. En 1849, les tocó a los misioneros seguir el mismo camino. A partir de entonces, el único contacto con los occidentales fue con los balleneros, los barcos de sándalo y los buques comerciales de paso, que trajeron consigo alcohol, opio, armas de fuego, prostitución y enfermedades infecciosas, que diezmaron la población, como en el resto del archipiélago. La antigua cultura desapareció, dejando la isla en desorden durante más de treinta años.
Sin embargo, la ley del 8 de junio de 1850 hace de Vaitahau, uno de los actuales pueblos de Tahuata, el lugar previsto para la deportación en un recinto fortificado (art. 4). La isla de Nuka-Hiva se utilizó para una simple deportación.
En 1880, el contralmirante francés Bergasse Dupetit-Thouars restableció el orden en el sureste de las Marquesas y colocó gendarmes en Vaitahu. La presencia francesa permanece en Tahuata hasta el día de hoy.

## Geografía
Tahuata es la más pequeña de las islas habitadas de las Marquesas, con una superficie de 61 km². La isla es muy montañosa, con profundos valles y acantilados. La altitud máxima está en el monte Amatea de 1050 metros. La orografía no permite la construcción de una pista de aterrizaje y las comunicaciones son vía marítima desde la isla vecina de Hiva Oa, separada por el canal de Bordelais de 3 km de ancho y unas corrientes de 20 nudos.

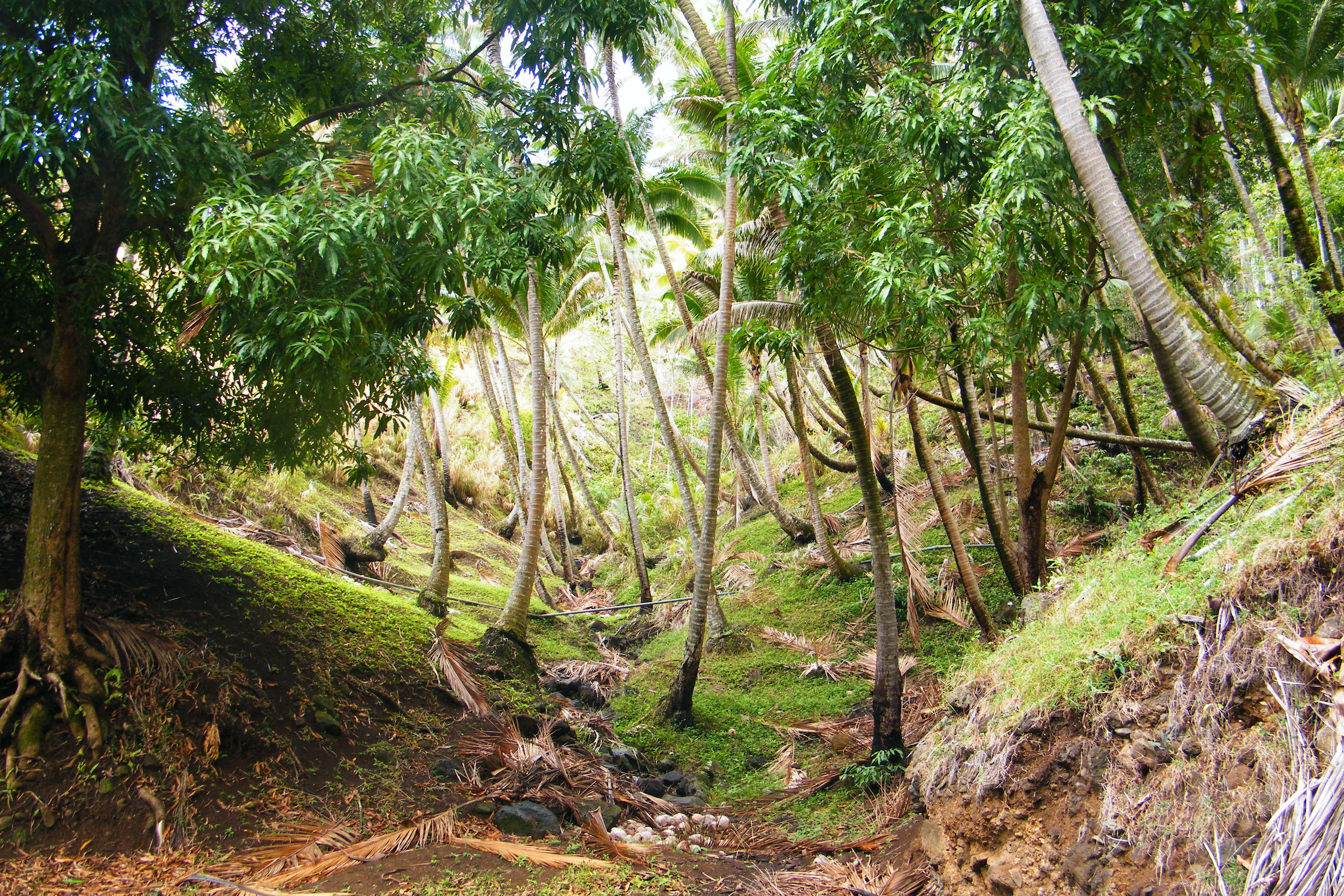
Cocoteros en Tahuata

Tahuata está situada justo al sur de Hiva Oa, la principal isla del grupo sur de las Marquesas, de la que sólo la separa el Canal du Bordelais (Ha'ava en marquesano), un canal de sólo tres kilómetros de ancho, pero con una fuerte corriente marina de hasta veinte nudos.
La isla  tiene forma de media luna, de 15 km de longitud, orientada y afinada hacia el sureste. Posee una cresta central que la recorre en toda su longitud, laderas empinadas cortadas por valles profundos, altos acantilados que terminan en afloramientos rocosos como contrafuertes. Todo ello forma un litoral muy accidentado.
También incluye pequeñas bahías con playas de arena blanca bañadas en aguas transparentes. De hecho, Tahuata es la isla de las Marquesas con más formaciones coralinas, en un archipiélago que carece casi por completo de ellas.

### Geología
Tahuata es una isla alta y volcánica. Está atravesada por una cadena montañosa que culmina a 1050 metros, en el monte Tumu Mea Ufa, y a 1000 metros en el monte Pahio. Esta cordillera, que recorre un arco de este a sur, es lo que queda de la caldera principal del volcán que creó la isla. Tiene unos nueve kilómetros de diámetro. Dentro de esta caldera hay otro borde montañoso más bajo, que revela el emplazamiento de un segundo cráter, más que medio sumergido, que debió tener unos cuatro kilómetros de diámetro. Todavía no está claro si se trata de la caldera de un segundo volcán posterior o de un segundo colapso del volcán primitivo.

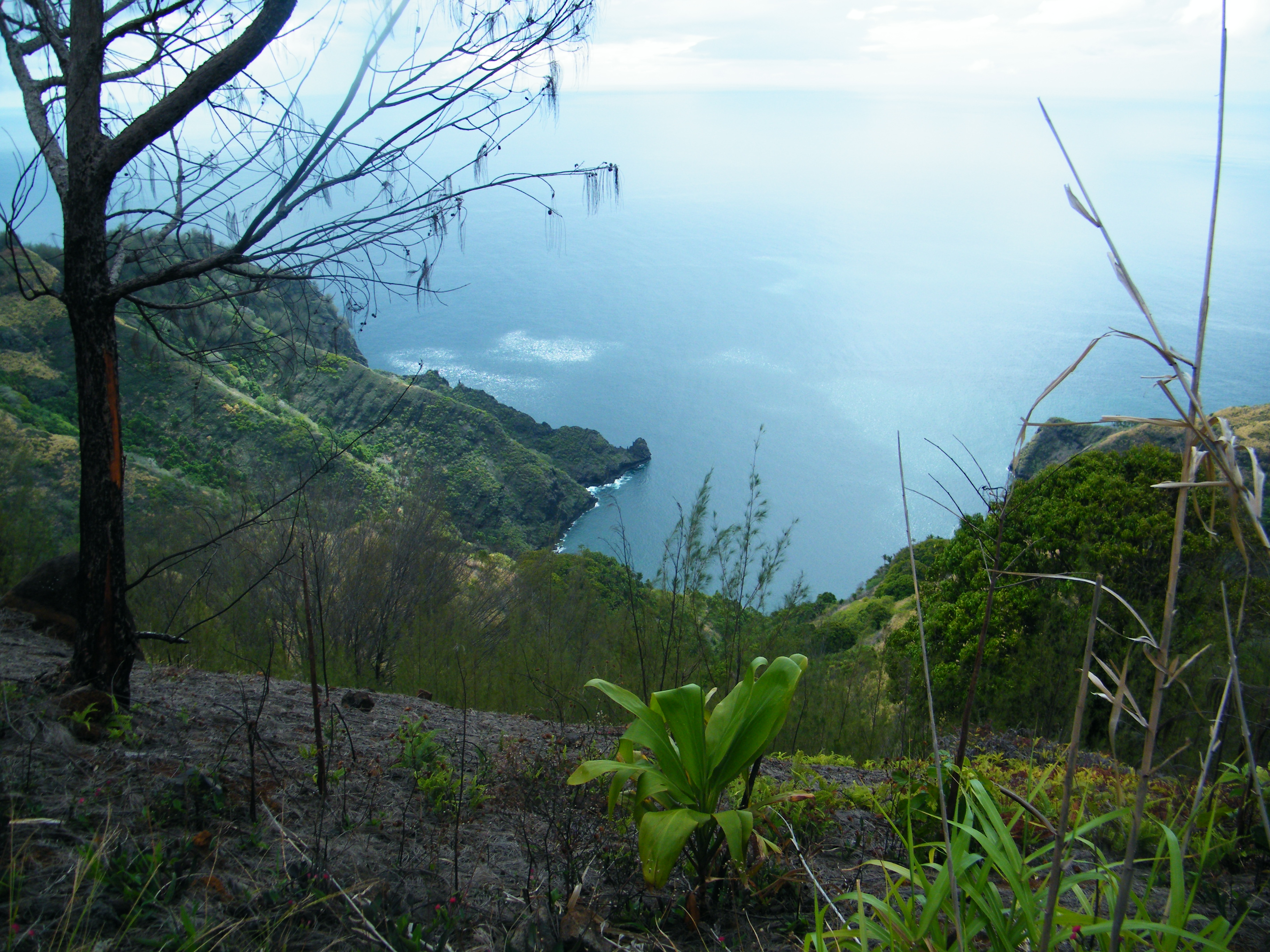
Vista desde la cima de la Isla

La edad de Tahuata está datada entre 2,90 y 1,75 millones de años1 . Su formación es, por tanto, contemporánea a la de su vecina Hiva Oa. Las dos islas pueden haber formado parte del mismo complejo volcánico.

## Demografía
El antropólogo australiano Nicholas Thomas estima que la población de esta isla era de al menos 7.000 habitantes (y como máximo 15.000) en 1800, 4.000 en 1830 y 2.000 en 1840. Se cree que la despoblación catastrófica se debe a los cambios que se han producido a lo largo de medio siglo: rivalidades intertribales, mercantilización de la artesanía, comercio desigual, disminución de las reservas locales de alimentos, y las enfermedades de transmisión sexual.
Los habitantes están ahora repartidos en cuatro pueblos, dos en el oeste, Vaitahu y Hapatoni, y dos en el este, Motopu y Hanateio, cada uno en un valle diferente.
La población de la isla crece lentamente. A pesar de la falta de un aeropuerto, la proximidad a Hiva Oa evita un descenso de la población como el de Fatuiva. En 2012, la isla tenía 703 habitantes.
Los habitantes hablan la lengua marquesana del sur y el francés (única lengua oficial).

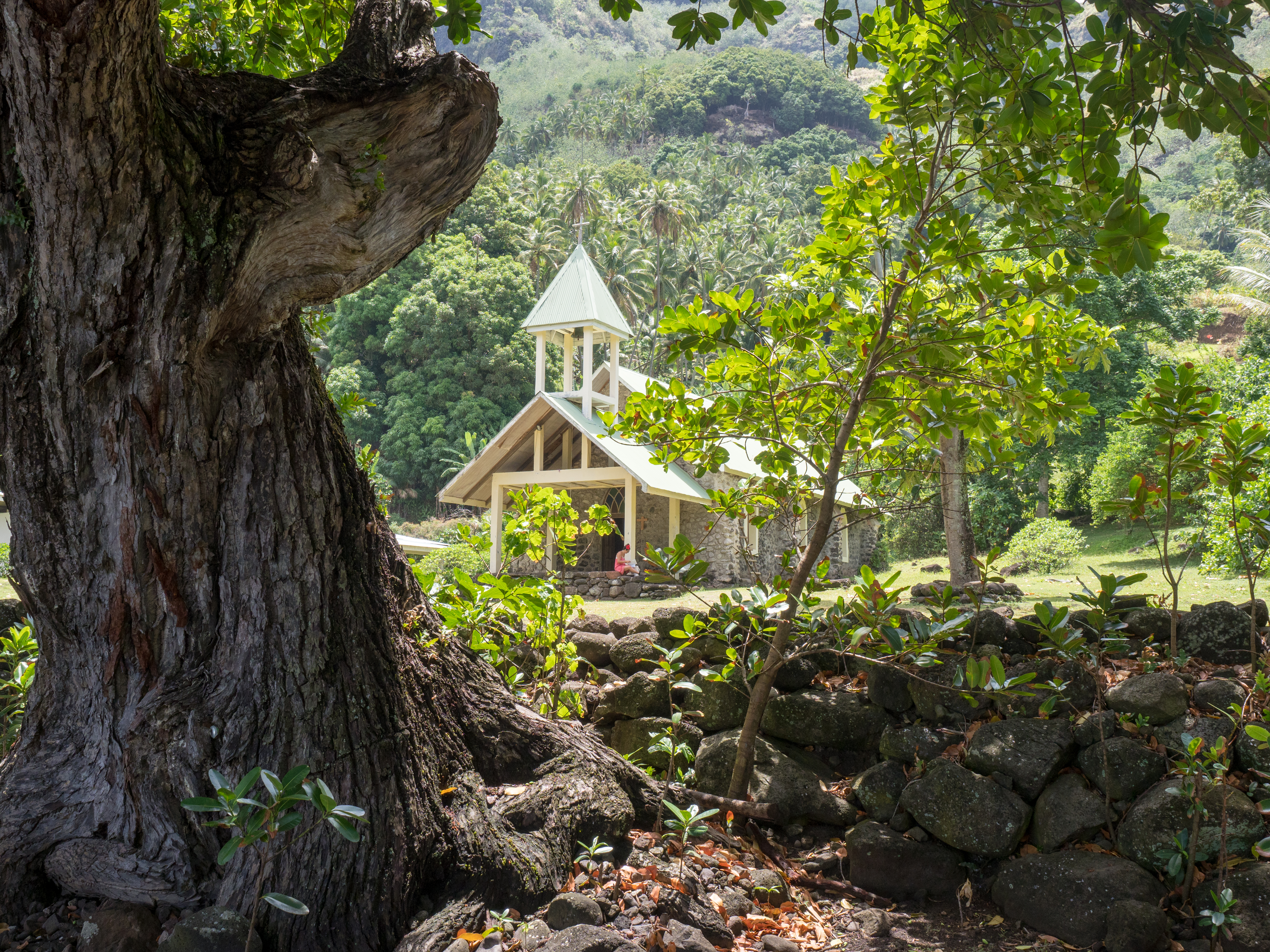
Iglesia del Inmaculado Corazón de María en Hapatoni

### Religión
La mayor parte de la población actual de la isla está afiliada al cristianismo que fue traído a la región por misioneros tanto de grupos católicos como protestantes. La Iglesia Católica administra cuatro edificios religiosos bajo jurisdicción de la diócesis de Taiohae  (Dioecesis Taiohaënus seu Humanae Telluris; Diocèse de Taiohae ou Tefenuaenata), la Iglesia de San José en Hanatetena (Église de Saint-Joseph), la Iglesia del Sagrado Corazón de María en Hapatoni (Église du Saint-Cœur-de-Marie), la Iglesia de Nuestra Señora de los Siete Dolores en Motopu (Église de Notre-Dame-des-Sept-Douleurs), y la Iglesia de la Santa Madre de Dios (Église de la Sainte-Mère-de-Dieu).

## Economía
La economía de Tahuata sigue siendo principalmente primaria. Los fértiles valles permiten cultivar yuca y plátanos, además de copra y noni. Hasta los años 80, también se cultivaba café. La pesca también es importante, especialmente la de langosta.
La artesanía proporciona ingresos adicionales. Casi todos los hombres tallan el palo de rosa y el hueso, ya sea de caballo o de pez, y la tribuna de pez espada. Las tallas se basan en motivos tradicionales marquesanos y polinesios. Hay un centro de artesanía en Vaitahu, junto al ayuntamiento. Los artesanos venden sus productos a los turistas y a los comerciantes de paso, que luego los venden en Tahití.
Eclipsado por su vecino más grande, Tahuata es menos frecuentado por los turistas. Sin embargo, tiene muchos activos, tanto naturales como culturales. En la costa este hay hermosas playas de arena blanca, debido a las formaciones coralinas presentes en el borde de la isla. En Vaitahu se puede ver la iglesia moderna, mezcla de estilos europeo y marqués; el museo arqueológico; el puerto donde pisó el primer explorador occidental; los restos del fuerte francés construido en 1850; el cementerio marino, y los yacimientos arqueológicos. En Hapatoni, el callejón real, la iglesia y el marae. En el valle de Hanateio hay yacimientos arqueológicos con petroglifos bien conservados.
En marzo de 2006, Tahuata acogió el primer minifestival artístico de las Islas Marquesas

## Infraestructura
En Vaitahu se encuentra el ayuntamiento, así como una oficina de correos y una enfermería. No hay bancos; las tarjetas de crédito no se utilizan en la isla. Hay jardines de infancia y escuelas primarias en los distintos pueblos de la isla.

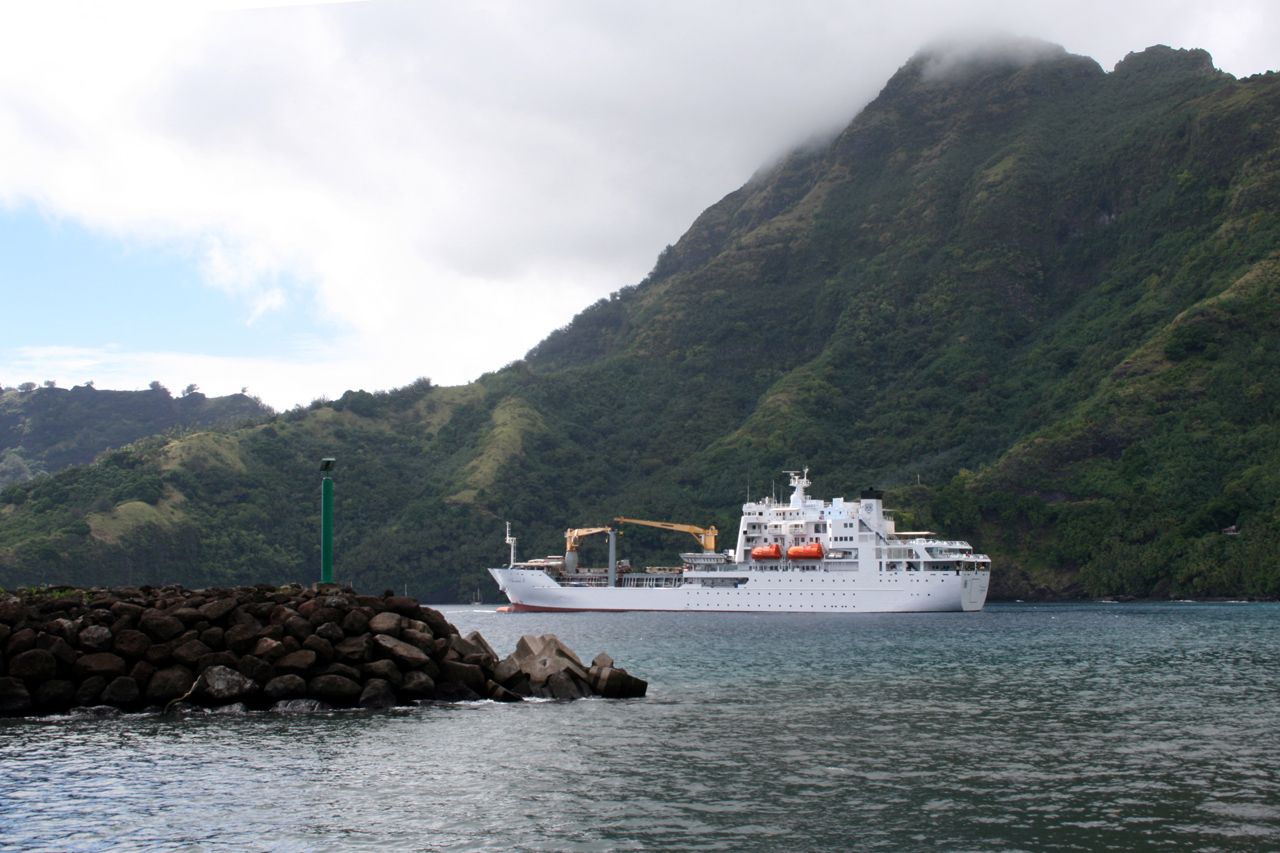
El Buque Aranui en la Isla

No hay aeropuerto, hay que utilizar el de Hiva Oa y luego tomar otro medio de transporte: el catamarán comunal Tahuata Nui (cincuenta minutos de travesía), el helicóptero (diez minutos), lanchas rápidas. Los buques de carga sirven regularmente la isla: el Aranui cada tres semanas, el Taporo una o dos veces al mes. El terreno accidentado impide la creación de un muelle accesible para los grandes barcos. Los pasajeros y las mercancías deben utilizar una ballenera para desembarcar.